# Myopsyche cytogaster
Myopsyche cytogaster är en fjärilsart som beskrevs av Holland 1893. Myopsyche cytogaster ingår i släktet Myopsyche och familjen björnspinnare. Inga underarter finns listade i Catalogue of Life.